# Rossau
Rossau è un comune di 3 814 abitanti della Sassonia, in Germania.

Appartiene al circondario (Landkreis) della Sassonia centrale (targa FG).

## Storia
Il 1º gennaio 1999 al comune di Rossau venne aggregato il comune di Schönborn-Dreiwerden-Seifersbach.